# أمين الفتوى
أمين الفتوى  هو بمثابة مساعد للمفتي.

## الوظيفة والمهام
هو المسؤول عن مقابلة المستفتين، وكتابة المسائل التي يقدمونها، وكثير من المستفتين لا يحسن الكتابة، وإن أحسن الكتابة لم يحسن صياغة السؤال. فمهمة أمين الفتوى أن يناقش السائل في سؤاله؛ لكي يصل إلى الصياغة السليمة للسؤال حتى لا يحتمل إجابات مختلفة أو تأويلات متعددة. وبعد أن يكتب المسائل يقدمها للمفتي، فيكتب المفتي الجواب عليها بنفسه، أو يملي الجواب على أمين الفتوى، وسُمي أمينًا لأن المفتي ائتمنه على ما يمليه، فلا يكتب غيرَ ما سمع، وإن كان من الواجب على المفتي أن يُراجع ما كُتب، ويوقعه بإمضائه بعد أن يتأكد من صحته. كما يُسمى أحيانًا «كاتب الفتوى». وقد يكون كاتب الفتوى أو أمينها تلميذًا للمفتي تلقى العلم على يديه، ورأى فيه المفتي من الأمانة والعلم ما يؤهله للعمل في تلك الوظيفة المهمة. وقد جاء في (الفتاوى الهندية) أن: «بعض المفتين كان لا يأخذ الرقعة من يد امرأة ولا صبي، وكان له تلميذ يأخذ منهم ويجمعها ويرفعها، فيكتبها تعظيمًا للعلم، والأحسن أخذ المفتي من كل واحدٍ تواضعًا». ولعل المقصود هنا بالتلميذ أمين الفتوى، ولعل الخلط راجع إلى أن معظم أمناء الفتوى كانوا من تلاميذ المفتين. وقد تتسع مهمة بعض أمناء الفتوى فيقوم بجمع فتاوى المفتي ويصنفها في مصنف خاص. وقد اشتهر بعض أمناء الفتوى بما قاموا به من جمعٍ للفتاوى، ومن هؤلاء صاحب كتاب (واقعات المفتين) الذي ذكر أنه كان أمين الفتوى لأكثر من مفت.  ومن أمناء الفتوى الذين اشتهروا بجمع فتاوى أساتذتهم: أحمد بن مصطفى الشهير بلالي، يذكر حاجي خليفة أنه جمع صور ما أفتاه أستاذه المولى سعدي من سنة أربعين وتسعمئة، وكان كاتب فتواه. ومنهم أيضًا برهان الدين إبراهيم بن سليمان، الذي جمع فتاوى أمين الدين محمد بن عبد العال الحنفي المصري، المتوفى سنة إحدى وسبعين وتسعمئة، وقد كان تلميذه وأمين فتواه، وقد جمعها في كتاب أسماه (العِقْد النفيس لما يحتاج إليه للفتاوى والتدريس).

## أمانة الفتوى في مصر
وفي مصر لم تكن أمانةُ الفتوى وظيفةً ثابتةً، فتظهر تارة وتختفي أخرى، وذلك راجع إلى أن وظيفة المفتي نفسها لم تكن مستقرة، فبالرغم من أن الإفتاء قد استمر في مصر منذ دخلها الإسلام إلى اليوم؛ إلا أن وظيفة الإفتاء في أغلب الأحيان كانت وظيفة تطوعية يتصدر لها المفتي احتسابًا، ومن ثم لم يكن المفتي في حاجةٍ إلى أمينٍ للفتوى، اللهم إلا إذا كان أحدُ تلاميذه يقوم بها تطوعًا؛ مثلما قام أستاذه بالإفتاء تطوعًا. وعندما استقرت وظيفة الإفتاء في مصر في أواخر القرن الثالث عشر الهجري/ التاسع عشر الميلادي، استقرت معها وظيفة أمين الفتوى، وقد عاشت دار الإفتاء المصرية ردحًا طويلا من الزمن لا تضم من الموظفين أحدًا سوى: المفتي، وأمين الفتوى، وساعٍ، وحارسٍ. وإن كان الوضع قد اختلف الآن، فأمانة الفتوى في «دار الإفتاء المصرية» قد أصبحت إدارةً عامةً تضم عشرات الموظفين، ولها مهام متعددةٌ سوف نشرحها عند حديثنا عن دار الإفتاء المصرية ونظام الفتوى بها. وفي مصر - كما في باقي العالم الإسلامي - كان العمل في أمانة الفتوى بداية سلم الترقي في مناصب الإفتاء، حيث وصل بعض من عمل في أمانة الفتوى إلى منصب مفتي الديار المصرية، ومنهم على سبيل المثال فضيلة الإمام الأكبر الشيخ جاد الحق علي جاد الحق مفتي الديار المصرية وشيخ الأزهر الأسبق الذي بدأ حياته العملية أمينًا للفتوى. كما بلغ بعضُ أمناء الفتوى درجةً كبيرة من الشهرة، حتى فاقت شهرة بعضهم شهرة المفتي الذي يعمل له، ومنهم على سبيل المثال الشيخ خليل الرشيدي الذي عمل أمينًا للفتوى للشيخ محمد المهدي العباسي، عندما تولى إفتاء الديار المصرية وهو حَدَثٌ لم يتجاوز عمره الحادية والعشرين، ولقلة خبرته في التعامل مع الناس؛ اختار أستاذه ومعلمه الشيخ خليل الرشيدي أمينًا للفتوى، فكان نعم المعين له، حيث نراه لا يكتفي بكتابة الأسئلة وتقديمها للمفتي، بل يقدم له النصائح، ويرافقه في اجتماعاته الحكومية وفي المجالس القضائية التي كان المهدي يحضرها بصفته مفتي الحنفية في مصر.

## شروط أمين الفتوى وصفاته
وقد اشترط العلماء لأمين الفتوى شروطًا، يجب أن تتوفر فيه؛ ليستحق هذا المنصب، منها: حُسن الخط، وحُسن صياغة السؤال، والإلمامُ بعلم الفقه وأصوله. قال ابن الصلاح في فتاواه: وينبغي أن يكون كاتب الاستفتاء ممن يحسن السؤال ويضعه على الغرض مع إبانة الخط واللفظ وصيانتهما عما يتعرض للتصحيف، كنحو ما حُكي أن مستفتيًا استفتى ببغداد في رقعة عمن قال: أنت طالق إن.. ثم أمسك عن ذكر الشرط لأمرٍ لحقه، وكتب سؤاله هكذا: «ما تقول السادة الفقهاء في رجلٍ قال لامرأته أنت طالق إن ثم وقف عند إن» يعني ثم أمسك ووقف عند كلمة «إن»؛ فتصحف ذلك على الفقهاء لكون السؤال عاريًا عن الضبط والإعجام، وقرؤوا السؤال هكذا: «ما تقول السادة الفقهاء في رجلٍ قال لامرأته: أنت طالق إن تمَّ وقفُ عبدان». واعتقدوه تعليقًا للطلاق على تمامِ وقفِ رجلٍ اسمه عبدان؛ فقالوا: إن تم وقف عبدان؛ طُلِّقَتْ، وإن لم يتم الوقف فلا طلاق. حتى حُمِلت إلى أبي الحسن الكرخي الحنفي، وقيل: إلى أبي مجالد الضرير، فتنبه لحقيقة الأمر فيها، فأجاب على ذلك فاسْتُحسن منه. قال الصيمري: «ويحرص أن يكون كاتبها من أهل العلم، وقد كان بعض الفقهاء ممن له رئاسة لا يفتي إلا في رقعة كتبها رجل بعينه من أهل العلم ببلده». وإذا كنا نتحدث عن أمانة الفتوى؛ فلا شك أن الأمانة صفةٌ يجب أن تتوفر في أمين الفتوى، فيكتب بأمانة ما فهمه من سؤال المستفتين، كما يكتب بأمانة ما أملاه عليه المفتي من إجابات على المسائل.

## من أمناء الفتوى حاليًا في دار الإفتاء المصرية
- الشيخ علي عمر الفاروق
- الشيخ أحمد ممدوح
- الشيخ عمرو الورداني
- الشيخ عويضة عثمان
- الشيخ عبد الله العجمي
- الشيخ عصام أنس
- الشيخ محمد خضر
- الشيخ مختار محسن
- الشيخ سيد شلتوت
- الشيخ أحمد خضر
- الشيخ محمود شلبي
- الشيخ حازم داوود
- الشيخ أحمد علي
- الشيخ فهمي عبد القوي
- الشيخ أحمد العوضي
- الشيخ أحمد عبد العظيم
- الشيخ محمد عبده

## وصلات خارجية
- الموقع الرسمي